# Dziewica z jeziora
Dziewica z jeziora (wł. La donna del lago) – opera seria Gioacchina Rossiniego – melodramma w dwóch aktach, do której libretto napisał Andrea Leone Tottola, jej premiera miała miejsce w Neapolu 24 października 1819 roku.

## Historia powstania utworu
Po powrocie Rossiniego do Neapolu, w końcu maja 1819 roku, jego impresario Domenico Barbaja powierzył mu napisanie nowej opery na najbliższy sezon jesienny. Tematu do utworu dostarczył poemat Waltera Scotta Dziewica z jeziora, oparty na historycznym fakcie powstania po przewodem hrabiego Douglasa of Agnus przeciwko królowi szkockiemu Jakubowi V. Twórczość Scotta była wówczas mało znana we Włoszech. Tym razem to sam Rossini zaproponował temat, zapoznawszy się z francuskim tłumaczeniem poematu, podsuniętym mu przez młodego kompozytora francuskiego, bawiącego w Neapolu, Aleksandra Battona. Napisania libretta podjął się Andrea Tottola. Wartość literacka tekstu okazała się niewielka, posiadał on jednak kilka naprawdę interesujących sytuacji scenicznych. Rossiniemu spodobał się bardzo zasiadł więc do pisania muzyki z dużym zapałem.

## Osoby i pierwsza obsada
| Rola                                                             | Głos        | Premiera 24 października 1819 (Pierwsza obsada) |
| ---------------------------------------------------------------- | ----------- | ----------------------------------------------- |
| Helena                                                           | sopran      | Isabella Colbran                                |
| Malcolm, ukochany Eleny                                          | kontralt    | Rosmunda Pisaroni                               |
| Jakub V, król Szkocji                                            | tenor       | Giovanni David                                  |
| Rodryg, wódz zbuntowanych górali, któremu ojciec przyrzekł Elenę | tenor       | Andrea Nozzari                                  |
| Douglas, ojciec Eleny, przywódca buntu                           | bas         | Michele Benedetti                               |
| Albina                                                           | mezzosopran | Maria Manzi                                     |
| Serano                                                           | tenor       | Gaetano Chizzola                                |
| Bertram                                                          | tenor       | Massimo Orlandi                                 |

## Treść

### Akt I

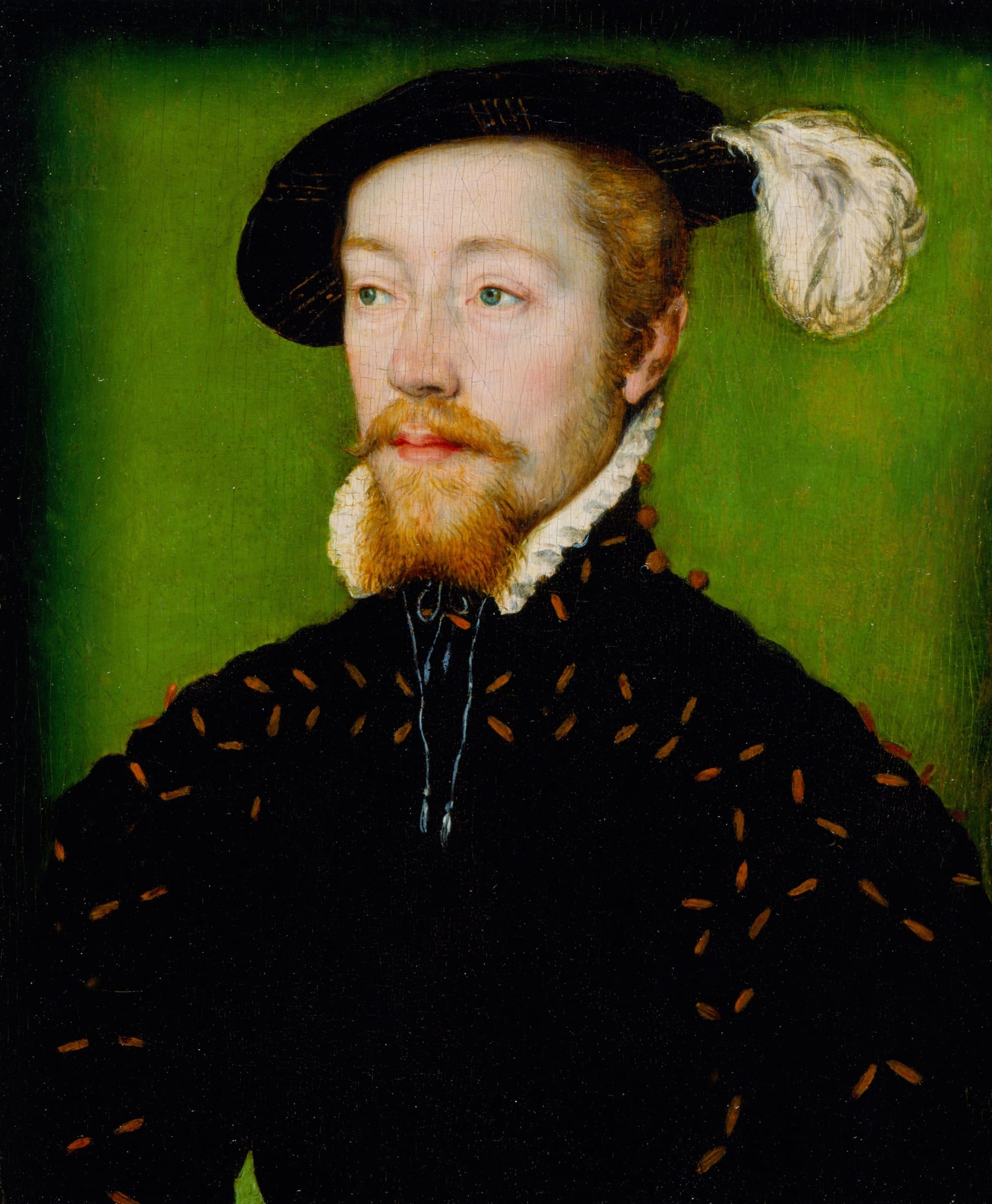
Jakub V. Portret pędzla Corneille’a de Lyon

Akcja opery rozgrywa się w XVI wieku w Szkocji. Górale z północnej Szkocji walczą pod wodzą Douglasa z królem Jakubem Stuartem. Córka Douglasa Helena kocha młodego górala Malcolma. Tymczasem od grupy myśliwych odłącza się, zakochany w niej skrycie, Hubert. Helena nie wie, że to król we własnej osobie. Udziela mu gościny. Myśliwi szukają w tym czasie zaginionego towarzysza polowania (introdukcja: Del dì la messaggera).
Hubert rozpoznaje dom Douglasa, którego kiedyś niesprawiedliwie wygnał ze dworu. Nadchodzą przyjaciółki Heleny, które sławią jej urodę i szlachetność. Mówią także o Rodrygu, któremu ojciec przyrzekł Helenę (chór i duet: D'Inibaca donzella). Helena wyznaje jednak, że kocha innego, budząc tym złudną nadzieję w sercu króla.
W chwili gdy Helena i jej przyjaciółki wiodą Huberta na drugi brzeg jeziora pojawia się ukochany Heleny, Malcolm (Mura felici – Elena!). Z ukrycia wysłuchuje następnie rozmowy Eleny z Douglasem, który zdecydowanie chce ją wydać za Rodryga (Taci, lo voglio). Douglas wychodzi następnie naprzeciw powracającemu z wyprawy Rodrygowi, a Helena i Malcolm odnawiają swą miłosną przysięgę (duet: Vivere ionon potrò). Na scenę wkracza triumfalnie Rodryg na czele swego klanu (chór i cavatina: Qual rapido torrente – Eccomi a voi). Douglas pozdrawia bohatera, a przyłączają się do niego Helena i Malcolm. Wszyscy sławią Helenę (chór: Vieni o stella), przed którą Rodrygo pada na kolana, ofiarowując jej swą miłość. Widząc jej reakcję zdaje sobie sprawę, że jest jej obojętny (finał: Quanto a quest'alma). Douglas wybucha gniewem. Gdy Malcolm proponuje Rodrygowi swą pomoc zdaje sobie sprawę kto zawładnął sercem córki. Wiadomość o nadejściu królewskich oddziałów powstrzymuje narastający konflikt. Szkoci wyruszają do walki z królem.

### Akt II
Hubert (Jakub) błądzi po lesie rozmyślając o Helenie (Oh, fiamma soave). Elena zaniepokojona długą nieobecnością ojca wychodzi mu naprzeciw i spotyka króla. Ten zatrzymuje ją, przypomina pierwsze spotkanie i wyznaje miłość. Helena przyznaje się do tego, że kocha innego. Wówczas król wręcza jej swój pierścień, który, jak twierdzi, dostał kiedyś od króla Szkotów. W trakcie tej rozmowy nadchodzi Rodryg, a gdy Hubert ogłasza się królewskim przyjacielem, Rodryg wzywa na pomoc swój klan. Helena próbuje pogodzić zwaśnionych mężczyzn, nie jest jednak w stanie powstrzymać pojedynku (tercet: Alla ragion, deh! rieda). Przed zbuntowanymi Szkotami i przybyłymi wojskami królewskimi dochodzi do walki, w której Rodrygo ginie.
Po śmierci Rodryga oddziały powstańcze idą w rozsypkę. Malcolm dowiaduje się, że Douglas oddał się w ręce króla, a Helena poszła za nim na dwór. Drży o jej życie (Ah, si pera). Na zamku Stirling król przyjmuje Helenę na audiencji. Ona ukazuje mu pierścień i prosi o łaskę dla swojego ludu, którą też natychmiast otrzymuje. Król oddaje jej rękę Malcolmowi. Radość Heleny nie ma granic (Tanti affetti).

## Losy sceniczne utworu
Premiera utworu miała miejsce 24 października 1819 roku. Publiczność neapolitańska, która chciała widzieć w Rossinim następcę Cimarosy i Paisiella również tym razem nie okazała zrozumienia dla oryginalnych pomysłów kompozytora i przyjęła operę z chłodną rezerwą. Oklaskiwano tylko błyskotliwe rondo finałowe, jedną z mniej wartościowych kart opery, dające Isabelli Colbran okazję do brawurowego popisu wokalnego. Rossini przywiązywał dużą wagę do Dziewicy z jeziora i na jej odbiór oczekiwał ze szczególnym napięciem. Niedocenienie dzieła i postawa widowni dotknęły go boleśnie. Wywoływany na scenę, po zakończeniu spektaklu, nie tylko odmówił, ale rozgniewany szorstkim tonem wywołującego go inspicjenta, stracił panowanie nad sobą i uderzył go. Opuścił teatr i natychmiast wyjechał do Mediolanu, gdzie miał pisać nową operę.
Po krótkim pobycie w Bolonii dotarł do Mediolanu na początku listopada. Pytany o premierę nowej opery, nie będąc w stanie wyznać prawdy, oświadczył, że odniosła duży sukces. Tymczasem opera rzeczywiście ze spektaklu na spektakl była coraz goręcej oklaskiwana i wkrótce miała rozpocząć triumfalny pochód przez Europę. Poeta włoski, Giacomo Leopardi, usłyszawszy ją w Rzymie w 1823 roku pisał do brata: Mamy w Teatro Argentina "Dziewicę z jeziora", której muzyka wykonana przez znakomite głosy, jest naprawdę wspaniała. Na afiszu teatru San Carlo Dziewica pozostała 12 lat. Wkrótce podbiła inne wielkie sceny. W Polsce wystawiono ją w 1826 roku we Lwowie. Podobnie jak większość oper Rossiniego zniknęła ze sceny w drugiej połowie XIX wieku. Ostatni raz była grana w Trieście w 1860 roku. Ponownie pojawiła się znowu w Trieście w 1958 roku. Jej inscenizacje, podobnie jak i innych dzieł neapolitańskich Rossiniego, sprawiają trudności poprzez wymagania wokalne stawiane wykonawcom.

## O operze
Panią z jeziora Rossini wchodzi w świat romantyczny, porzucając dziedzictwo XVIII wieku, którego kontynuacją były wszystkie jego dotychczasowe utwory. Od patosu przechodzi ku lirycznej melancholii i lokalnemu kolorytowi malowanemu waltornią i harfą oraz szkockimi rytmami powracającymi przez całą partyturę. Opera nie posiada uwertury, a jedynie Sinfonię wprowadzającą wprost w dwudziestominutową introdukcję, na którą składa się pieśń chóru, krótkie arioso Heleny (O mattutini albori), jej duet z rzekomym Hubertem i kolejna pieśń chóru. Wejście Malcolma niczym nie ustępuje słynnej cavatinie Tankreda, na której jest wzorowane, a jego cabaletta (O quanta lacrime) w równym stopniu zachwyca rytmem i wirtuozerią. Malcolm zaśpiewa jeszcze bardzo ładny, mały duet z Heleną i drugą, dramatyczną arię w II akcie. W postaci Douglasa nawiązał Rossini do ojcowskich rysów Elmira, ojca Desdemony z Otella. Najwspanialszy fragment opery stanowi finał I aktu: piękny tercet Heleny, Douglasa i Rodryga, w którym każda z postaci wyraża odmienne uczucia i słynny chór bardów szkockich – zapowiedź wielkich, patriotycznych chórów Verdiego. O zachwycie jaki akt ten wzbudzał u współczesnych świadczy fakt, że Jakub Halévy, twórca Żydówki, zapragnął na łożu śmierci przeczytać go po raz ostatni.
Akt II przedstawia się mniej korzystnie, choć i tu znajdują się piękne fragmenty, jak początkowa scena w grocie, duet Heleny i Malcolma, czy centralna scena zespołowa. Giacomo Leopardi napisał do brata: w wykonaniu tych zdumiewających głosów jest to rzecz niepojęta; mógłbym płakać niemalże i ja, gdyby los nie pozbawił mnie daru łez.

## Nagrania
- Ricciarelli, Gonzales, Valentini-Terrani, Raffani, Ramey, pod dyr. Polliniego (Sony 1983)
- Anderson, Blake, Dupuy, Merritt, Surjan, pod dyr. Mutiego (Philips 1992)
- Caballé, Hamari, Bonisolli, Bottazzo, Washington, pod dyr. Bellugiego (live, 1970)
- Swenson, Florez, Fowler, Pisaroni, pod dyr. Viottiego (live, 2002)[6]